# Liesingtal (Gemeinde Sankt Michael)
Liesingtal ist eine Ortschaft und als Liesingthal eine Katastralgemeinde in der Marktgemeinde Sankt Michael in Obersteiermark im Bezirk Leoben, Steiermark.
Die Ortschaft befindet sich im Liesingtal, einem Seitental des Murtals westlich von Leoben. Am 1. Jänner 2024 wohnten in der Ortschaft 1832 Einwohner. Ebenso zur Ortschaft zählt die Siedlung Aiching südöstlich von Liesingtal.